# StAX
Потоковий API для XML (англ. Streaming API for XML, StAX) — інтерфейс прикладного програмування (API) для читання і запису XML-документів.
Стандарт обробки даних XML мовою Java ™. Як потоковий метод, він часто виявляється кращою альтернативою, ніж інші методи, наприклад, DOM і SAX, і щодо продуктивності, і щодо зручності у роботі.
Ідея обробки XML як набору подій вже представлена в стандарті SAX; проте в StAX програмний код може опитувати такі події одне за одним замість того, щоб надавати обробники, які отримували б події від синтаксичного аналізатора в обумовленому самим аналізатором порядку.